# Jörg Uckermann

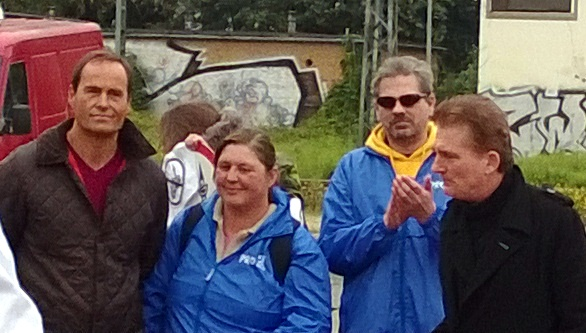
Jörg Uckermann (li.) mit Detlev Schwarz, Geschäftsführer pro NRW und Kreisvorsitzender pro Bonn (re.).

Jörg Uckermann (* 2. Mai 1968 in Köln) ist ein deutscher Politiker. Er war stellvertretender Vorsitzender der rechtsextremen Kleinpartei Bürgerbewegung pro NRW und war Beisitzer im Vorstand der gleichfalls rechtsextremen Wählergruppe pro Köln.

## Biographie

### Stellvertretender Bezirksbürgermeister und Ortsvorsitzender der CDU
Uckermann war von 1999 bis 2008 stellvertretender Bezirksbürgermeister des Stadtbezirkes Köln-Ehrenfeld für die Christlich-Demokratische Union (CDU). Zudem wurde er im Oktober 2003 unter umstrittenen Umständen zum Ortsvorsitzenden der CDU-Ehrenfeld gewählt. So waren eine Woche vor der Wahl 25 Neumitglieder in die Partei eingetreten, von denen einige wegen falscher Adressen gleich wieder ausgeschlossen wurden.
Im Dezember 2007 leitete der Parteivorstand der CDU Köln ein Parteiausschlussverfahren gegen Uckermann ein, da sich zahlreiche Mitglieder des Ortsverbandes bei der Kreisgeschäftsstelle beschwert hatten. Grund waren Vorwürfe von Wahlmanipulationen in den Jahren 2003 und 2005 sowie verschiedene offenkundige Verstöße gegen die Satzung. So verwehrte Uckermann 31 Mitgliedern des Ortsverbandes den rechtmäßigen Zutritt zur Generalversammlung, um sich seine Mehrheit als Ortsvorsitzender zu sichern. Der Parteivorstand sprach darüber hinaus der Bezirksfraktion Ehrenfeld seine Unterstützung aus, Uckermann als stellvertretenden Bezirksbürgermeister abzuwählen. Im Februar des Jahres 2008 wurde Uckermann als Ortsvorsitzender der CDU-Ehrenfeld abgewählt. Eine Woche später wurde er auch mit den Stimmen der CDU-Fraktion in Ehrenfeld als stellvertretender Bezirksbürgermeister abgewählt.

### Werdegang bei pro NRW

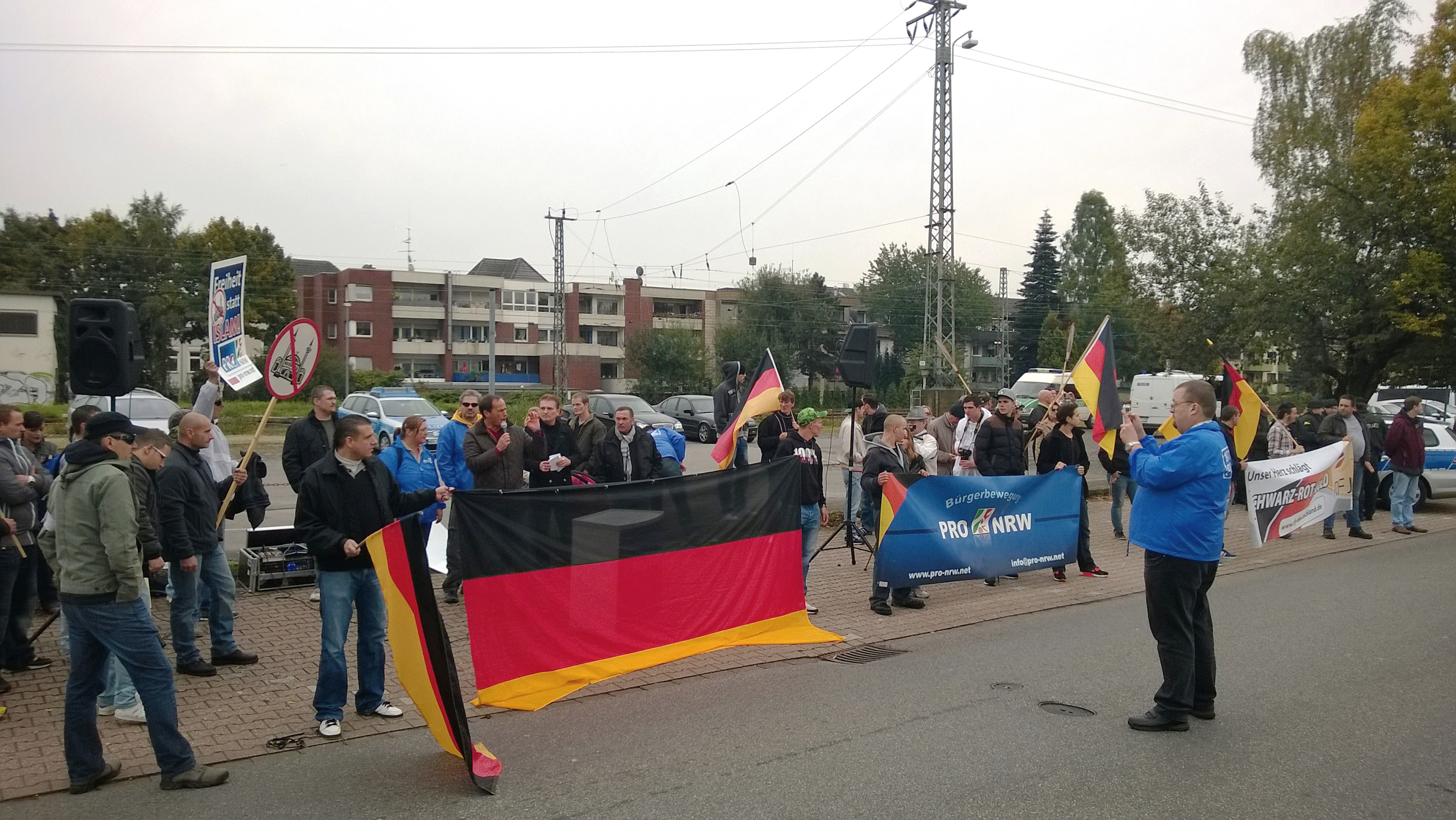
Jörg Uckermann (mit Mikrofon hinter Deutschland-Fahne) bei pro-NRW-Demo am 12. Oktober 2013 in Rheydt gegenüber der Ar-rahman-Moschee.

Im März 2008 kam Uckermann dem Parteiausschluss zuvor und trat aus der CDU Köln aus und in die Bürgerbewegung pro Köln und pro NRW ein. Im Jahr 2006 hatte er pro Köln noch Volksverhetzung vorgeworfen und Anzeige erstattet, sich jedoch auch gegen den Bau einer Moschee in seinem Stadtteil ausgesprochen.
Im Jahre 2009 wurde Uckermann auf der Liste von pro Köln in den Stadtrat von Köln gewählt und fungierte bis zu seiner Abwahl 2014 als stellvertretender Fraktionsvorsitzender. Außerdem trat er als Oberbürgermeisterkandidat in Leverkusen an und erhielt 3,6 Prozent der Stimmen. Bei der Landtagswahl in Nordrhein-Westfalen 2010 trat Uckermann zudem im Wahlkreis Köln III als Direktkandidat an und erhielt 3,0 Prozent der Erststimmen. Bei den Wahlen zum Oberbürgermeister von Duisburg im Juni 2012 nahm Uckermann teil und erreichte 1,7 Prozent der Stimmen.
Laut Aussage von pro NRW ist Uckermann seit Sommer 2014 kein Mitglied der Partei mehr.

### Beruf
Uckermann arbeitet als Masseur und medizinischer Bademeister.

## Strafverfahren und Verurteilungen wegen Beleidigung, Körperverletzung, Meineid und Betrug
Im Jahr 2009 wurde Uckermann wegen Körperverletzung zu einer Geldstrafe von 450 Euro verurteilt. Er hatte bei einer Veranstaltung von pro Köln in Ehrenfeld im Mai 2008 eine junge Frau mit Migrationshintergrund getreten, als diese am Boden lag. Im Juni 2011 wurde Uckermann aufgrund der Abgabe einer falschen eidesstattlichen Versicherung zu einer Geldstrafe von 2700 Euro verurteilt. Im März 2012 wurde Uckermann zum dritten Mal strafrechtlich zu einer Geldstrafe in Höhe von 2500 Euro verurteilt, diesmal wegen Beleidigung zu Ungunsten des Bundestagsabgeordneten Volker Beck. Uckermann hatte Beck bei einer Demonstration als „Gauleiter“ und  „Müsli-Nazi“ beschimpft sowie von „grüner SA“ gesprochen. Die vergleichsweise niedrigen Geldstrafen begründete das Gericht mit dem niedrigen Einkommen von Uckermann, welcher zu diesem Zeitpunkt den Angaben nach nur 800 Euro im Monat verdiente. Schon zuvor war Uckermann mit Beleidigungen aufgefallen, so etwa, als er die Kölner Polizei in Anspielung auf den Kölner Oberbürgermeister Fritz Schramma als „Schramma-SA“ bezeichnete. Im August 2014 wurde ein weiteres Urteil wegen Beleidigung im Berufungsverfahren bestätigt, die Geldstrafe diesmal auf 1170 Euro gesetzt.
Vom 8. November bis zum 13. Dezember 2012 saß Uckermann in Untersuchungshaft. Als Haftgrund wurden der dringende Tatverdacht des gewerbs- und bandenmäßigen Betruges und Verdunkelungsgefahr genannt. Uckermann wird vorgeworfen, mit anderen pro-Köln-Ratsherren und anderen Funktionären von pro-Köln Gelder für nicht stattgefundene Fraktions- oder Arbeitskreissitzungen beantragt und kassiert zu haben. Nach Aussage der Staatsanwaltschaft habe er zudem versucht, Zeugen zu beeinflussen. Neben Uckermann wird auch gegen 10 bis 20 weitere Personen ermittelt. Am 11. April 2014 sollte gegen ihn und drei weitere pro-Köln-Ratsmitglieder wegen des Vorwurfs des bandenmäßigen Betrugs der Prozess vor dem Landgericht Köln beginnen und mehrere Tausend Euro zu Unrecht kassiert haben. Uckermann selbst soll darüber hinaus gegenüber der Stadt Köln Verdienstausfall geltend gemacht haben, obwohl er der von ihm behaupteten Tätigkeit als abhängig Beschäftigter nicht nachging. Außerdem soll er sich Sozialleistungen erschlichen haben. Insgesamt werden Uckermann 223 Betrugsfälle angelastet. Weil Uckermann der Gerichtsverhandlung unentschuldigt fernblieb, erließ das Gericht am 11. April erneut Haftbefehl, nachdem er nicht zur Verhandlung erschienen war. Am Abend desselben Tages wurde Uckermann von der Polizei in einem Krankenhaus festgenommen. Er soll nicht in Besitz eines gültigen ärztlichen Attestes gewesen sein, welches ein Fernbleiben von dem Prozess hätte rechtfertigen können. Am 8. Dezember 2014 wurde er wegen zu Unrecht bezogener Sitzungsgelder und Verdienstausfallbeträge zu einer Gesamtfreiheitsstrafe von 2 Jahren und 3 Monaten und einer Geldstrafe von 4500 EUR verurteilt. Die von der Staatsanwaltschaft erhobenen Vorwürfe einer banden- und gewerbsmäßigen Tatbegehung folgte das Gericht in seinem Urteil nicht. Uckermann bleibt auf freiem Fuß, da das Urteil noch nicht rechtskräftig ist.
Im September 2016 wurde Uckermann wegen Betrugs verurteilt und noch im Gerichtssaal festgenommen.